# Близнюки (фільм, 1988)
«Близнюки», або «Близнята» (англ. Twins), — американська комедія 1988 року із Арнольдом Шварценеггером, Денні ДеВіто, Келлі Престон та Хлоєю Вебб у головних ролях.

## Сюжет
Несподіваного обороту набуває генетичний експеримент, унаслідок якого новонароджених близнюків, що абсолютно несхожі один на одного, розлучають на довгі роки. Але нещасні брати нарешті зустрічаються. Джуліус, освічений гігант із добрим серцем, який зовсім не знає життя, і Вінсент, коротун із непереборною жагою до грошей і жінок. У компанії подружок і найманого вбивці, який їх переслідує, брати вирушають в подорож по країні на пошуки своєї матері — але врешті-решт знаходять набагато більше.

## У ролях
- Арнольд Шварценеггер — Джуліус Бенедикт
- Денні ДеВіто — Вінсент Бенедикт
- Келлі Престон — Марні Мейсон
- Хлоя Вебб — Лінда Мейсон
- Бонні Бартлетт — Мері Енн Бенедикт
  - Гізер Грем — юна Мері Енн Бенедикт
- Девід Карузо — Ель Греко
- Маршалл Белл — Вебстер
- Трей Вілсон — Бітрут Мак-Кінлі
- Свен-Оле Торсен — Сем Клейн
- Стів Рівіс — корінний американець
- Кері-Хіроюкі Тагава — азіат